# Anomala chapini
Anomala chapini är en skalbaggsart som beskrevs av Robinson 1948. Anomala chapini ingår i släktet Anomala och familjen Rutelidae. Inga underarter finns listade i Catalogue of Life.